# Dulcitone

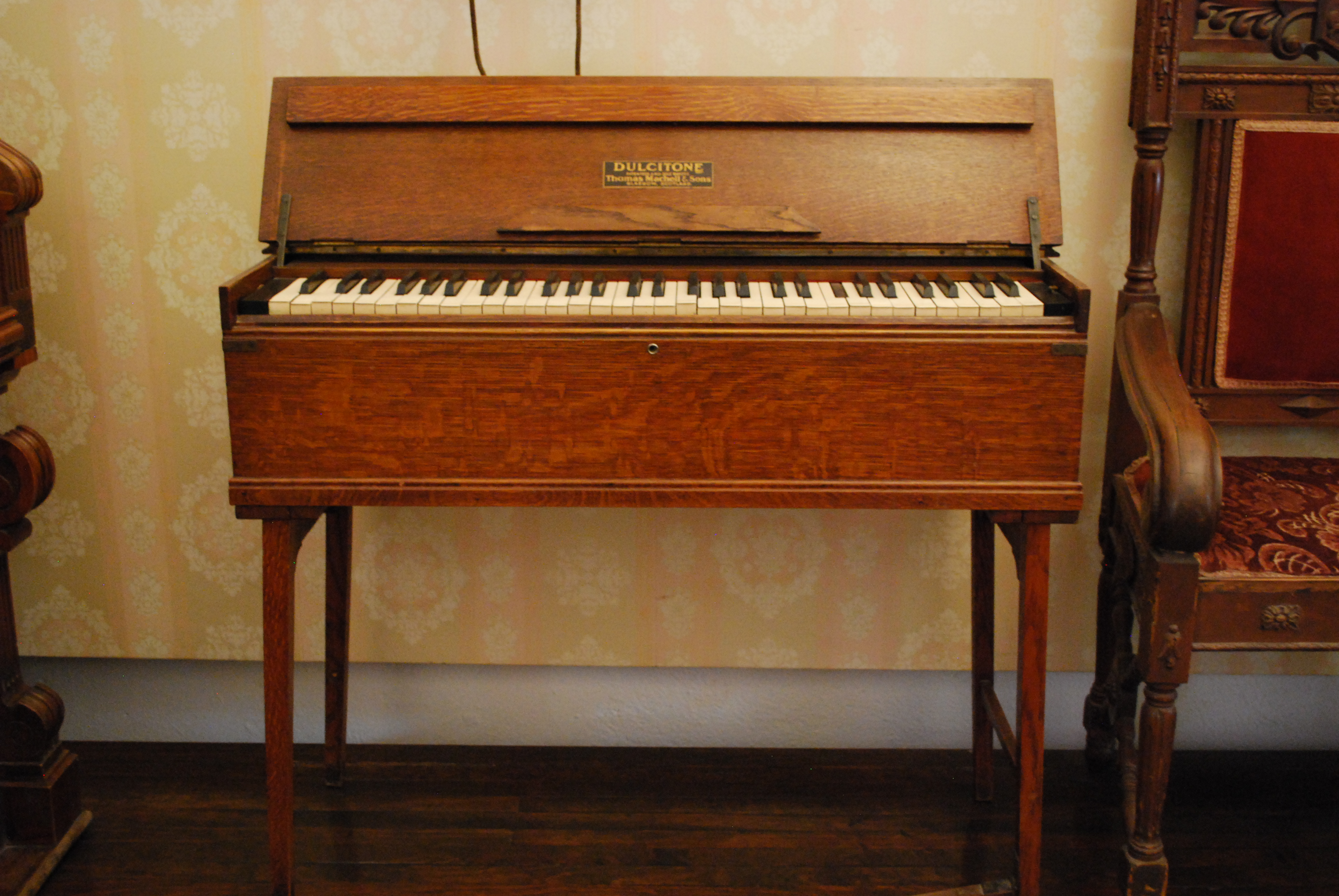
Dulcitone

Un dulcitone (à l'origine forks piano, où fork = diapason) est un instrument de musique dont le son est produit par une rangée de diapasons métalliques, qui vibrent sous l'action de marteaux similaires à ceux du piano, activés par un clavier à échappement simple (2 modèles : 3 octaves ou 5 octaves 1/2). Sa fabrication date de la fin du XIXe siècle; début du XXe siècle, par la firme écossaise Thomas Machell & Sons (Glasgow).
Sa sonorité fait penser à celle d'un marimba dans les notes graves, atteignant progressivement celle d'un célesta dans les aiguës.
Une forme plus ancienne apparaît sous le nom de typophone dans Le Chant de la cloche (Op. 18, création 1886) de Vincent d'Indy.

## Exemples d'utilisation
- Tidal (1996) de la chanteuse américaine Fiona Apple, joué par Jon Brion
- Madame la Rue (2006), du chanteur Gérard Pierron, joué par Patrick Reboud
- Plein Chant (2006), du chanteur Gérard Pierron, joué par Patrick Reboud
- Mélusine, la neuvième vague (2009) de (et par) Patrick Reboud
- Interior Lulu (2009 - marillion.com) du groupe anglais Marillion. Titre tiré de leurs albums Less is More (L=M) et Live from Cadogan Hall, joué par Steve Hogarth
- Orkestra Obsolete reprenant "Blue Monday" de New Order